# Powielacz częstotliwości
Powielacz częstotliwości (ang. frequency multiplier), zwany również mnożnikiem lub krotnikiem częstotliwości, jest to układ elektryczny, którego celem jest zmiana częstotliwości przebiegu elektrycznego. Przeważnie używany w odbiornikach lub nadajnikach radiowych do pomnażania podstawowej częstotliwości oscylatora przez określony z góry czynnik.
Powielacz częstotliwości zawiera:
- element nieliniowy (np. dławik, tranzystor), który umożliwia wytworzenie odpowiednich częstotliwości składowych (harmonicznych);
- filtr wybierający żądaną częstotliwość składową.